# Ciales
Ciales és un municipi de Puerto Rico localitzat a la regió central muntanyosa de l'illa, també conegut amb el nom de La Ciudad de la Cojoba, La Tierra del Café i El Pueblo de los Valerosos. Limita al nord amb els municipis d'Arecibo, Florida i Manatí; al sud amb Jayuya, Juana Díaz i Orocovis; a l'est amb Morovis i Orocovis; i a l'oest amb Utuado i Jayuya. Forma part de l'Àrea metropolitana de Sant Juan-Caguas-Guaynabo. El municipi està dividit en nou barris: Ciales Pueblo, Cialitos, Cordillera, Frontón, HatoViejo, Jaguas, Pesas, Pozas i Toro Negro.